# La matanza caníbal de los garrulos lisérgicos
La matanza caníbal de los garrulos lisérgicos és una pel·lícula espanyola dirigida per Antonio Blanco i Ricardo Llovo. S'autodenomina com «possiblement la pel·lícula més fastigosa, tronada i divertida de tots els temps». El film compta amb la participació de músics com Julián Hernández —Siniestro Total—, César Strawberry —Def Con Dos, Strawberry Hardcore— o Silvia Superstar —Killer Barbies.

## Fitxa artística

### Actors principals
- Manuel Manquiña - Martín Seijas Machado
- Teté Delgado - Mare
- Julián Hernández - Pedro Machado
- César Strawberry - Pablo Machado
- Juanillo Esteban - Rufo Machado
- Belén Negreira - Virtudes Machado
- Mamen Rivera - Isabel
- Marco Taboas - Luis
- Silvia Superstar (acreditada com Silvia Pintos) - Silvia
- Luisa Veira - Presentadora de TV/ Noia d'estable 1
- Ana Vázquez - Besto Bravo
- Mara Gutiérrez - Noia d'estable 2
- Paco Cuesta - Cadàver
- Roco - Roco

### Doblatge
Degut a la mala qualitat del so directe registrat durant el rodatge, va ser necessari recórrer al doblatge de tots els actors de la pel·lícula. El doblatge es va realitzar en els estudis Dobleson, exercint el propi Manuel Manquiña com a director de doblatge. Els noms dels actors de doblatge que van participar en la pel·lícula figuren en els crèdits finals, encara que no s'especifica el personatge o actor/actriu al qual posen veu.
- Manuel Manquiña
- Antonio Durán Morris
- Mamen Rivera
- Marco Taboas
- Marinita Sánchez de la Peña
- Sonia Martínez
- Matilde Blanco
- Ji Borrego
- Carlos Sante
- César Cambeiro
- Suso Vila
- Julia Jácome
- Johnny Rotring
- Luis Rial

## Argument
Un grup de joves torna d'un concert durant la matinada. En el camí, uns cristalls trencats en la carretera punxen la roda del cotxe en el qual viatgen fent que xoc contra un arbre. Després de l'accident, es veuen obligats a demanar ajuda a la casa més pròxima on, per desgràcia per a ells, viuen els Machado: la família més psicòpata de La Corunya.
Els Machado han suportat èpoques de fam, de les quals van poder sortir utilitzant com a matèria primera dels seus embotits la carn humana —«falta menjada...sobra gent». Els joves accepten innocentment l'hospitalitat que els brinda el patriarca de la família desconeixent per complet el sagnant i pervers destí que té preparat per a ells.

## Realització de la pel·lícula
La matanza caníbal de los garrulos lisérgicos, va ser una pel·lícula gravada, estrenada i comercialitzada en vídeo íntegrament. Per a finançar les despeses del rodatge, es va idear un sistema de bons a través dels quals la gent podia comprar anticipadament una còpia en VHS de la pel·lícula, que rebrien una vegada estigués la producció acabada.
El rodatge es va dur a terme en una única setmana, durant la Setmana Santa de 1993. Es va utilitzar com a localització una explotació agrària rural a Galícia, propietat de la família del director.
Es van fer dos muntatges de la pel·lícula: el primer d'ells, es va realitzar com a muntatge previ, descartat a causa de la utilització excessiva de plans generals i l'absència gairebé total de plans mitjans i curts. Aquest muntatge, a diferència del definitiu, contenia una menor quantitat de sang i vísceres. Per al segon i últim muntatge es van rodar de nou escenes amb més sang, a més d'incloure plans curts i inserits com a amputacions, corts i altres detalls gore en les escenes més explícites.
Entre la finalització del muntatge i el doblatge de la pel·lícula, el vídeo no va estar acabat fins a finals de 1993. A més, les còpies van trigar a fabricar-se pel que La matanza caníbal de los garrulos lisérgicos no es va comercialitzar fins entrada la primavera de 1994.

## Música
La música de la pel·lícula corre a càrrec de Miguel López Cubas. Julián Hernández —de Siniestro Total— i Xurxo Souto —del grup Os diplomáticos de Monte-Alto—van contribuir a la música del film, mitjançant la composició de la banda sonora.

### Banda sonora
La banda sonora de la pel·lícula consta de dues cançons:
- La sierra es la familia del grup Siniestro Total. Composta per Julián Hernández i Miguel Costas. Pertany al disc Made in Japan (1993). Produïda per Joe Hardy i Siniestro Total. Gravat i mesclat per Joe Hardy a Ardent Studios (Memphis, TN) Del 17 de maig al 5 de juny de 1993.[5]
- Terra Brava del gruo Os diplomáticos de Monte-Alto. Composta per Xurxo Souto. Pertany al disc Parrús (1993).